# Distretto di Šinė-Idėr
Il distretto di Šinė-Idėr è uno dei ventitré distretti (sum) in cui è suddivisa la provincia del Hôvsgôl, in Mongolia. Conta una popolazione di 3.824 abitanti (censimento 2009). 